# Macarostola phoenicaula
Macarostola phoenicaula là một loài bướm đêm thuộc họ Gracillariidae. Nó được tìm thấy ở Fiji.
Ấu trùng ăn Eugenia cumini. Chúng có thể ăn lá nơi chúng làm tổ.